# Баранов, Михаил Трофимович
Михаи́л Трофи́мович Бара́нов (20 апреля 1924 — 9 июля 1999) — советский и  российский педагог и методист, специалист в области методики преподавания русского языка. Доктор педагогических наук, автор учебников по русскому языку. 

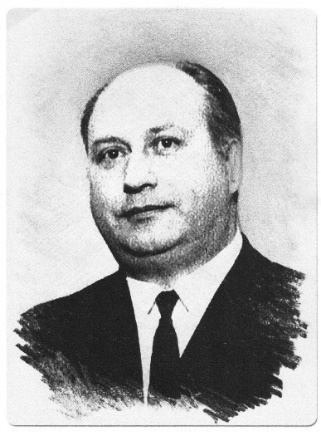
советский и российский педагог и методист, специалист в области методики преподавания русского языка

## Биография
Воспитывался в детском доме во Мценске.
С первых дней Великой Отечественной войны — на фронте, участник боёв на Сталинградском и Воронежском направлениях, был тяжело контужен, провёл год в госпитале.
По окончании войны поступил работать учителем начальных классов в московскую школу № 431 (ныне № 1362), одновременно получая высшее педагогическое образование. Учился на вечернем отделении филологического факультета Московского городского педагогического института им. В.П. Потемкина (1947–52). В 1952 поступил в аспирантуру.  Кандидат филологических наук (1955, диссертация «К вопросу о результатах древнего изменения Е в 'О в первом предударном слоге в северновеликорусском наречии»), доктор педагогических наук (1985, диссертация «Научно-методические основы обогащения словарного запаса школьников в процессе изучения русского языка в IV—VIII классах»).
Заведовал кафедрой методики преподавания русского языка Московского педагогического государственного института им. В. И. Ленина. Автор более 280 научных публикаций. Работал также учителем русского языка в школах Москвы.
С 1992 года в течение 6 лет преподавал в Шуйском государственном педагогическом университете.
Известен как соавтор учебников по русскому языку для 5-7 классов средней школы, а также регулярно переиздающихся «Школьного орфографического словаря русского языка» и «Школьного словаря образования слов русского языка».

## Награды
- Государственная премия СССР (1984) — за учебник для 4-го класса «Русский язык» (1982, 15-е издание) и для 5—6 классов «Русский язык» (1982, 9-издание) (совместно с Т. А. Ладыженской, Л. Т. Григорян, Л. А. Тростенцовой)
- Орден Отечественной войны 2-й степени (6.4.1985)[4]
- Премия К. Д. Ушинского

## Основные труды
Источник — Электронные каталоги РНБ
- Баранов М. Т. Методика лексики и фразеологии на уроках русского языка: Пособие для учителя. — М.: Просвещение, 1988. — 190 с. — ISBN 5-09-001529-5.
- Баранов М. Т. Научно-методические основы обогащения словарного запаса школьников в процессе изучения русского языка в 4–8 классах: Автореф. дис. … д-ра пед. наук. — М., 1985. — 32 с.
- Баранов М. Т. Школьный орфографический словарь русского языка. — М.: Просвещение, 1995. — 240 с. — ISBN 5-09-005961-6.
  - . — 14-е изд. — 2010. — ISBN 978-5-09-022721-6.
- Баранов М. Т. Школьный словарь образования слов русского языка. — М.: Просвещение, 1997. — 347 с. — ISBN 5-09-007049-0.
  - . — 6-е изд. — 2010. — ISBN 978-5-09-022722-3.
- Баранов М. Т. и соавт. Программы общеобразовательных учреждений: Русский язык: 5-9 кл. — 3-е изд. — М.: Просвещение, 2001. — 37 с. — ISBN 5-09-010437-9.
  - . — 4-е изд. — 2002. — ISBN 5-09-011455-2.
- Баранов М. Т. и соавт. Русский язык: Учебник для 5 кл. сред. школ. — 11-е изд. — М.: Просвещение, 1984. — 368 с.
  - . — 33-е изд. — 2006. — 316 с. — ISBN 5-09-014183-5.
- Баранов М. Т. и соавт. Русский язык: Учебник для 6 кл. общеобразоват. учреждений / Под науч. ред. Н. М. Шанского. — 15-е изд. — М.: Просвещение, 1990. — 221 с. — ISBN 5-09-001849-9.
  - . — 31-е изд. — 2009. — 253 с. — ISBN 978-5-09-020357-9.
- Баранов М. Т. и соавт. Русский язык: Учебник для 7 кл. общеобразоват. учреждений / Под науч. ред. Н. М. Шанского. — 14-е изд. — М.: Просвещение, 1989. — 191 с. — ISBN 5-09-001086-2.
  - . — 33-е изд. — 2011. — 222 с. — ISBN 978-5-09-024813-6.
- Баранов М. Т., Богуславская Н. Е., Власенков А. И. и др. Основы методики русского языка в 4-8 классах / Под ред. А. В. Текучева. — М.: Просвещение, 1978. — 381 с. — (Пособие для учителей).
  - . — 2-е изд. — 1983. — 287 с. — (Библиотека учителя русского языка).
- Баранов М. Т., Григорян Л. Т., Кулибаба И. И. и др. Русский язык: Учебник для 5 кл. школ слабовидящих: В 2 ч. — М.: Просвещение, 1980.
- Баранов М. Т., Григорян Л. Т., Кулибаба И. И. и др. Русский язык: Учеб. для 5-6 кл. сред. школ. — 4-е изд. — М.: Просвещение, 1977. — 384 с.
  - . — 13-е изд. — 1987. — С. 366.
- Баранов М. Т., Григорян Л. Т., Кулибаба И. И. и др. Русский язык: Учебник для 6 кл. школ слабовидящих. — М.: Просвещение, 1981. — 215 с.
  - . — 4-е изд. — 1992. — ISBN 5-09-002872-9.
- Баранов М. Т., Григорян Л. Т., Ладыженская Т. А. и др. Русский язык: Учеб. для 7 кл. школ слабовидящих / Под науч. ред. Н. М. Шанского. — 3-е изд. — М.: Просвещение, 1990. — 350 с. — ISBN 5-09-001089-7.
  - . — 4-е изд. — 1993. — 366 с. — ISBN 5-09-004349-3.
- Баранов М. Т., Иваницкая Г. М. Обучение орфографии в 4-8 классах: Пособие для учителя. — Киев: Рад. школа, 1987. — 223 с. — (Библиотека учителя русского языка и литературы).
- Баранов М. Т., Иконников С. Н., Капинос В. И. и др. Русский язык в 5-6 классах: Метод. указ. к учеб / Ред.-сост. М. Т. Баранов. — 2-е изд. — М.: Просвещение, 1979. — 288 с. — (Библиотека учителя русского языка).
- Баранов М. Т., Ипполитова Н. А., Ладыженская Т. А., Львов М. Р. Методика преподавания русского языка в школе: Учеб. для студентов вузов, обучающихся по пед. спец / Под ред. М. Т. Баранова. — М.: Academia, 2000. — 361 с. — (Высшее образование). — ISBN 5-7695-0347-1.
- Баранов М. Т., Костяева Т. А., Прудникова А. В. Русский язык: Справ. для учащихся / Под ред. Н. М. Шанского. — М.: Просвещение, 1984. — 287 с.
  - . — 10-е изд. — 2007. — 283 с. — ISBN 978-5-09-018092-4.
- Баранов М. Т., Ладыженская Т. А., Львов М. Р. и др. Методика преподавания русского языка: [По спец. № 2101 «Рус. яз. и лит.»] / Под ред. М. Т. Баранова. — М.: Просвещение, 1990. — 365 с. — (Учебное пособие для педагогических институтов). — ISBN 5-09-000908-2.
- Введенская Л. А., Баранов М. Т., Гвоздарев Ю. А. Русское слово: Фак. курс «Лексика и фразеология рус. яз. (7-8 кл.)»: Пособие для учащихся. — 2-е изд. — М.: Просвещение, 1978. — 144 с.
  - . — 4-е изд. — 1987. — 142 с.
- Введенская Л. А., Баранов М. Т., Гвоздарев Ю. А. Методические указания к факультативному курсу «Лексика и фразеология русского языка» (8-9 классы): Пособие для учителя. — 3-е изд. — М.: Просвещение, 1987. — 142 с.
  - . — 4-е изд. — 1991. — ISBN 5-09-003175-4.
- Введенская Л. А., Гвоздарев Ю. А., Баранов М. Т. Методические указания к факультативному курсу «Лексика и фразеология русского языка (7-8 классы)»: Пособие для учителей. — М.: Просвещение, 1979. — 141 с.
- Введенская Л. А., Баранов М. Т., Гвоздарев Ю. А. Русское слово: Факультатив. курс «Лексика и фразеология русского языка» (8-9 кл.): Пособие для учащихся. — 5-е изд. — М.: Просвещение, 1991. — 143 с. — ISBN 5-09-003161-4.
- Ладыженская Т. А., Баранов М. Т., Тростенцова Л. А. и др. Русский язык: Учебник для 5 кл. общеобразоват. учреждений. — 25-е изд. — М.: Просвещение, 1999. — 318 с. — ISBN 5-09-008705-9.
  - . — 37-е изд. — 2010. — ISBN 978-5-09-023330-9.
- Ладыженская Т. А., Тростенцова Л. А., Баранов М. Т., Григорян Л. Т. Дидактические материалы по русскому языку: 7 класс: книга для учителя. — М.: Просвещение, 2008. — 173 с. — ISBN 978-5-09-0168856-4.
- Обучение русскому языку в 4 классе: Метод. указания к учеб.: Пособие для учителей / Сост.: М. Т. Баранов и др. — 2-е изд. — М.: Просвещение, 1985. — 223 с.
- Обучение русскому языку в 5-6 классах: Метод. указания к учеб.: Пособие для учителя / Сост.: М. Т. Баранов. — М.: Просвещение, 1982. — 288 с.
  - . — 2-е изд. — 1986. — 302 с.
- Обучение русскому языку в 6 классе: Метод. указания к учеб / Сост.: М. Т. Баранов. — 3-е изд. — М.: Просвещение, 1990. — 206 с. — ISBN 5-09-001874-X.
- Шанский Н. М., Баранов М. Т., Капинос В. И. и др. Оценка качества подготовки выпускников основной школы по русскому языку. — М.: Дрофа, 2000. — 76 с. — ISBN 5-7107-3103-X.